# Leśne Stawki koło Goszcza
Leśne Stawki koło Goszcza este o arie protejată (sit de importanță comunitară — SCI) din Polonia întinsă pe o suprafață de 111,92 ha, integral pe uscat.

## Localizare
Centrul sitului Leśne Stawki koło Goszcza este situat la coordonatele 51°23′00″N 17°30′55″E / 51.3832°N 17.5153°E.

## Înființare
Situl Leśne Stawki koło Goszcza a fost declarat sit de importanță comunitară în octombrie 2009 pentru a proteja 5 specii de animale.

## Biodiversitate
Situată în ecoregiunea continentală, aria protejată conține 2 habitate naturale: Păduri aluvionare cu Alnus glutinosa și Fraxinus excelsior (Alno-Padion, Alnion incanae, Salicion albae), Liziere de ierburi înalte hidrofile de câmpie și de nivel montan până la alpin.
La baza desemnării sitului se află mai multe specii protejate:
- amfibieni (2): buhai de baltă cu burta roșie (Bombina bombina), triton cu creastă (Triturus cristatus)
- mamifere (1): vidră de râu (Lutra lutra)
- nevertebrate (1): fluturele purpuriu (Lycaena dispar)
- reptile (1): țestoasa de baltă (Emys orbicularis)